# Konsumtempel

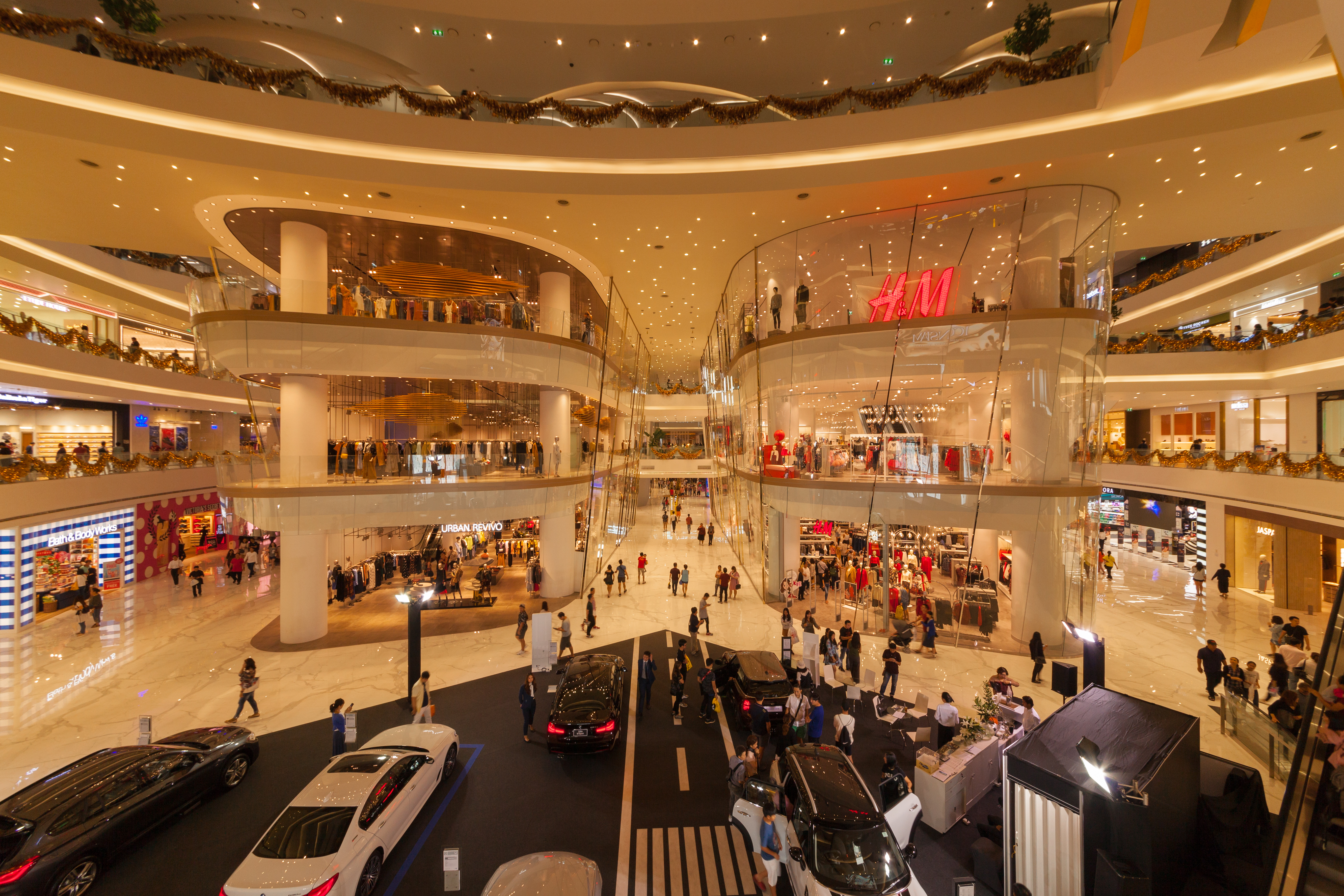
Iconsiam in Bangkok (2018)

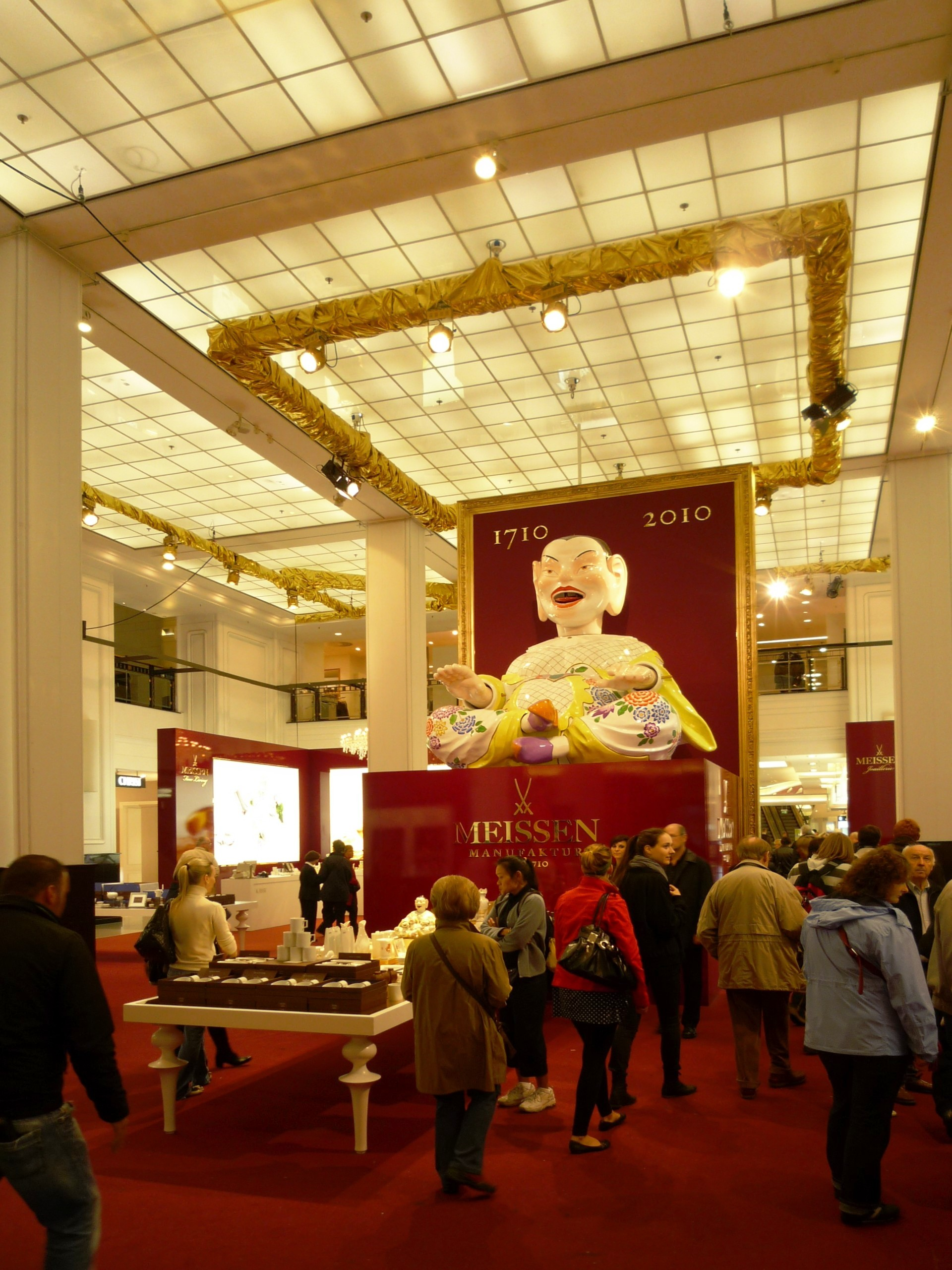
KaDeWe in Berlin (2010)

Konsumtempel ist eine ironische Bezeichnung für größere Geschäftshäuser oder Einkaufszentren. Mit der Verwendung des Wortes „Tempel“ – also der Bezeichnung für kultische/religiöse Gebäude – wird darauf angespielt, dass hier der Konsum nicht mehr zur profanen Deckung von Bedürfnissen erfolgt, sondern der Konsum selbst verehrt wird. Der Seelenfrieden wird durch materielle Opfergaben erkauft. Studien zum Konsumverhalten und des Shopping sprechen diesen religiösen Aspekt an:

„Shopping hat schon immer etwas mit Illusionen, Träumen und der Lust an der Verführung zu tun. Das Kaufen schöner Dinge lässt die Welt (zumindest für Momente) etwas bunter und schöner aussehen. Shopping wertet uns auf, idealisiert uns und lässt uns (auch das hat natürlich zeitliche Grenzen) in der Regel perfekter und begehrenswerter erscheinen, als wir wirklich sind.“